# Обезьянинов, Андрей Петрович
Андрей Петрович Обезьянинов (20 февраля 1826, Пронский уезд, Рязанская губерния — 1906) — офицер Российского императорского флота, участник Синопского сражения, Крымской войны, Обороны Севастополя, Георгиевский кавалер, капитан 2-го ранга. Городничий в Ялте и Балаклаве.

## Биография
Происходил из дворянского рода Обезьяниновых. Родился 8 февраля 1826 года в деревне Акулово Пронского уезда Рязанской губернии (ныне Старожиловский район, Рязанская область) в семье отставного поручика Сибирского гренадерского полка, помещика села Залипяжье и деревни Акулово Петра Васильевича Обезьянинова (род. 1804). В семье было шесть сыновей, пятеро из которых избрали профессию морских офицеров: Василий, Николай, Андрей, Михаил и Пётр.
В 1837 году, Андрей вместе с братом Василием, поступил кадетом в Морской корпус. 26 февраля 1842 года произведён в гардемарины, 9 августа 1844 года — в мичманы с назначением на Черноморский флот. В 1845 и 1846 годах на бриге «Фемистокл» и тендере «Струя» крейсировал в Чёрном море. В 1847—1850 годах на транспортах «Соча», «Березань», «Цемес» и «Дунай», фрегате «Кагул» и бриге «Эндимион» плавал у абхазских берегов. 25 апреля 1850 года произведён в лейтенанты.

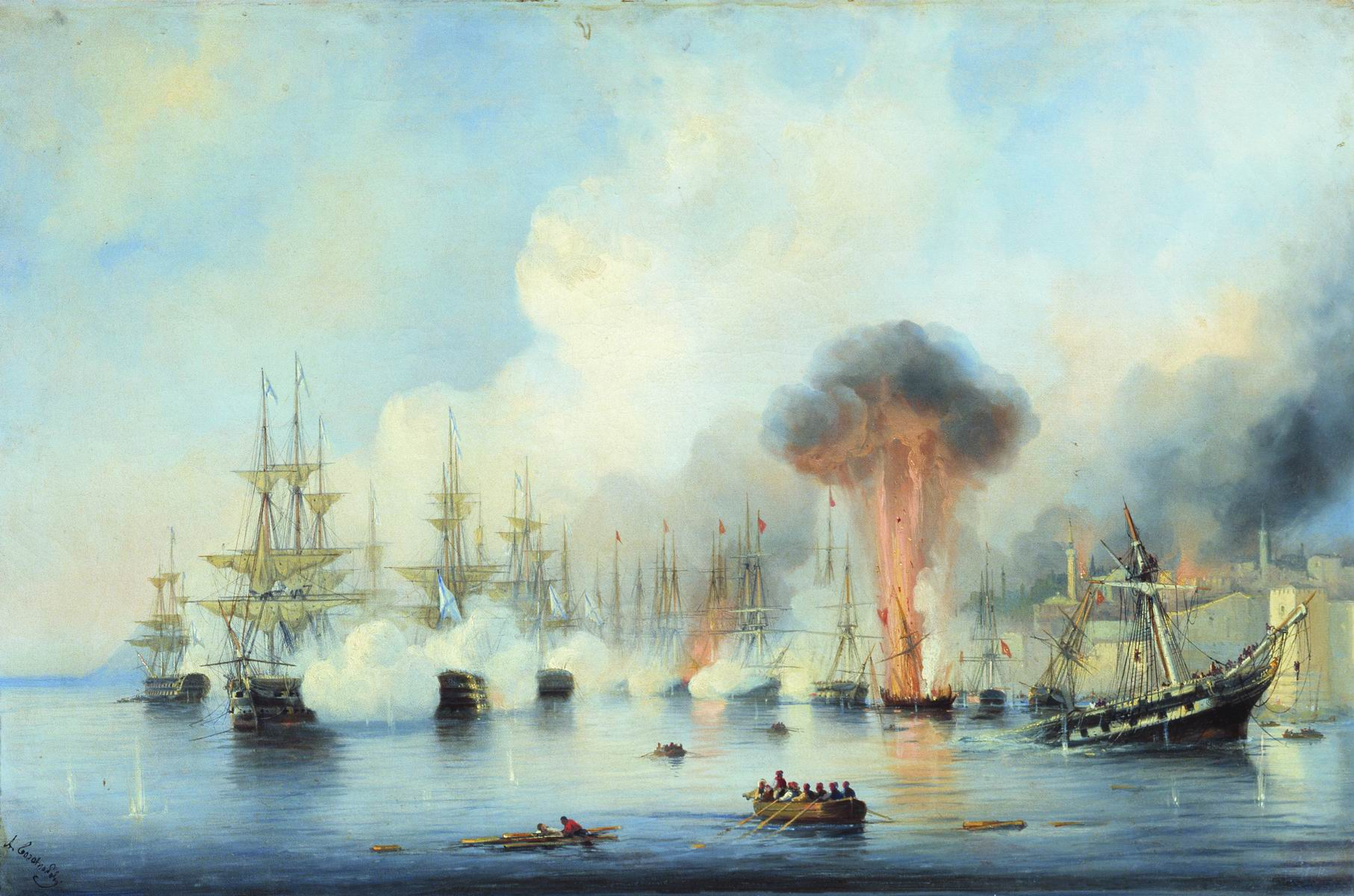
Синопский бой 18 ноября 1853 года. А. П. Боголюбов, 1860 год

В 1851 году на линейных кораблях «Селафаил», «Чесма» и «Трёх Иерархов» ходил между Севастополем и Одессой, затем до 1853 года на паровой шхуне «Аргонавт» плавал между Севастополем и Керчью. 18 ноября 1853 года участвовал в Синопском сражении, находясь в составе экипажа линейного корабля «Чесма». За примерную личную храбрость и точное выполнение обязанностей в этом сражении был награждён орденом Святой Анны 3-й степени с мечами и годовым окладом жалования.
В начале Крымской войны состоял в морском батальоне, заминался тренировкой стрелковой роты. Во время сражения на Альме 8 сентября 1854 года находился составе того же батальона в резерве.

С самого начала обороны Севастополя лейтенант 33-го флотского экипажа А. П. Обезьянинов состоял для поручений при начальнике 4-й дистанции оборонительной линии контр-адмирале В. И. Истомине. В ночь с 14 на 15 сентября 1854 года скрытно пробрался к временному французскому лагерю, находящегося на Инкерманских высотах. Убедившись в том, что противник намерен продвигаться к Южной стороне Севастополя, доложил об этом командованию, что позволило снять напряжение в гарнизоне, ожидавшем атаку на слабо укрепленной Северной стороне, и вовремя перебросить морские батальоны на Южную сторону. Во время первой бомбардировки Севастополя, начавшейся в начале октября 1854 года, лейтенант Обезьянинов «под самым губительным огнем неприятельских снарядов» занимался доставкой на батареи 4-й дистанции пороха, бомб и гранат, а так же выполнял различные поручения контр-адмирала В. И. Истомина.

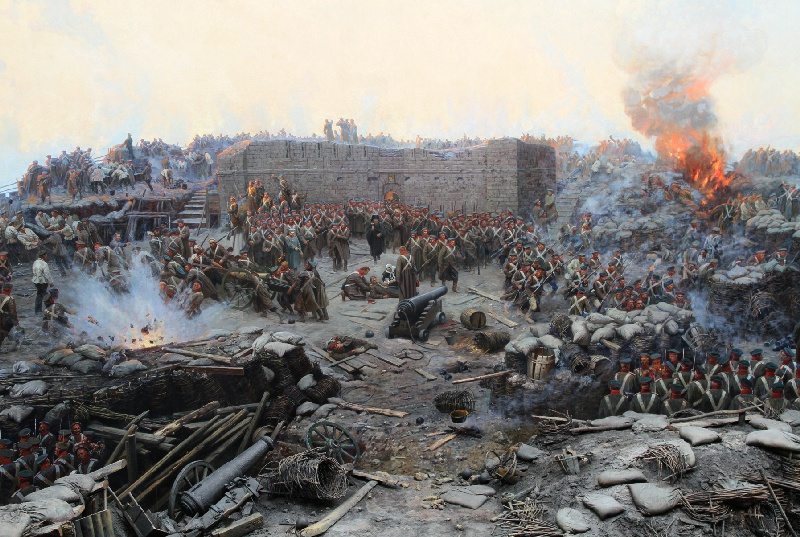
Оборона Севастополя (Франц Рубо)

 10 октября при вражеском обстреле одна из бомб попала в телегу, которая привезла на Малахов курган боеприпасы. Заметив опасность, Обезьянинов бросился тушить пожар. Ему удалось сбить пламя с одного ящика с гранатами, однако несколько соседних взорвались. Взрывом было убито 28 человек. Лейтенант Обезьянинов получил сильные ожоги и тяжелую контузию — был ранен в голову, руки и ноги. В тот же день в бессознательном состоянии отправлен в Симферополь, где лечился полтора месяца, затем поехал долечиваться в Москву, а после убыл в отпуск на родину, в Рязанскую губернию.
6 декабря 1854 года Высочайшим указом императора Николая I был награждён орденом Святого Георгия 4-й степени (№ 9545) «в воздаяние отличной храбрости и мужества, оказанных во время бомбардирования г. Севастополя англо-французскими войсками и флотом».

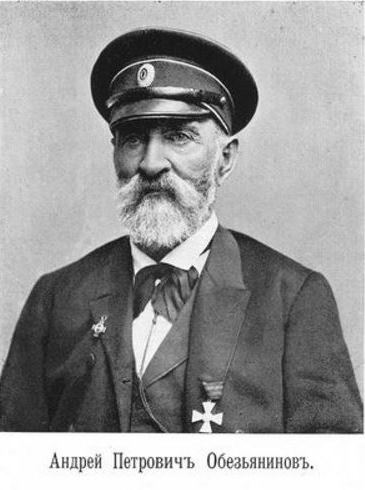
Обезьянинов Андрей Петрович, фото из издания к 50-летнему юбилею Севастопольской обороны

В конце апреля 1855 года, несмотря на запрет докторов, еще полностью не выздоровевший, лейтенант Обезьянинов вернулся в Севастополь, но был немедленно с выговором отправлен адмиралом П. С. Нахимовым с боевых позиций на линейный корабль «Чесма», стоявший на севастопольском рейде. Однако, продолжал регулярно бывать на бастионах, навещая боевых товарищей. Об этом узнал Нахимов и через своего адъютанта вручил Обезьянинову подорожную и деньги на проезд, с приказом выехать из осаждённого города. За казённый счёт был отправлен лечиться за границу.
В 1856 году, вернувшись в Россию, был назначен командиром винтовой канонерской лодки «Звон». Но по состоянию здоровья нести корабельную и строевую службу не мог и 28 октября 1857 года назначен городничим в Ялту, с состоянием но флоту. 1 декабря 1858 года уволен от должности городничего с назначением в 29-й флотский экипаж. 21 декабря 1859 года зачислен по резервному флоту. 31 июля 1861 года вновь зачислен на действительную службу, с назначением городничим в г. Балаклаву, но в декабре того же года сдал должность и зачислен в резерв по флоту. 17 апреля 1862 года произведен в капитан-лейтенанты, 16 сентября 1872 года — в капитаны 2-го ранга, с увольнением от службы.
В отставке проживал в Рязанской губернии, где владел учреждённым в 1871 году винокуренным заводом № 19 в деревне Акулово Пронского уезда. В 1899 году в Рязани вышла книга Обезьянинова «Синопский бой и осада Севастополя: Из воспоминаний черноморского моряка».
Андрей Петрович Обезьянинов был женат с июля 1863 года на Александре Николаевне Константиновой (рожд. 1836). В браке детей не было.
Умер Андрей Петрович Обезьянинов в 1906 году.

## Память
Имя Андрея Петровича Обезьянинова увековечено на мраморной плите в верхней церкви собора Святого Равноапостольного князя Владимира, где нанесены имена 72 офицеров Морского ведомства, кавалеров ордена Святого Георгия с доблестью защищавших Отечество в период Крымской войны 1853—1856 годов.